# Большое Остриё
Большое Остриё (иногда, Большой Остров) — озеро в Щукинской волости Пустошкинского района и Вязовской волости Новосокольнического района Псковской области.
Площадь — 2,6 км² (261 га, с островами — 2,7 км² или 271,0 га). Максимальная глубина — 20,0 м, средняя глубина — 7,0 м, площадь водосбора 110,6 км².
На берегу озера расположены деревни: Андрейково, Юшково (Щукинской волости Пустошкинского района), Остров (Вязовской волости Новосокольнического района).
Проточное. Через озеро протекает с востока на запад река Великая.
Тип озера лещово-уклейный с ряпушкой. Массовые виды рыб: щука, окунь, плотва, лещ, ряпушка, елец, голавль, язь, гольян, линь, налим, ерш, красноперка, щиповка, верховка, вьюн, пескарь, уклея, густера, быстрянка, карась, голец, бычок-подкаменщик, девятииглая колюшка; широкопалый рак (единично).
Для озера характерны: песчано-каменисто-илистое дно.